# Jason Goodwin

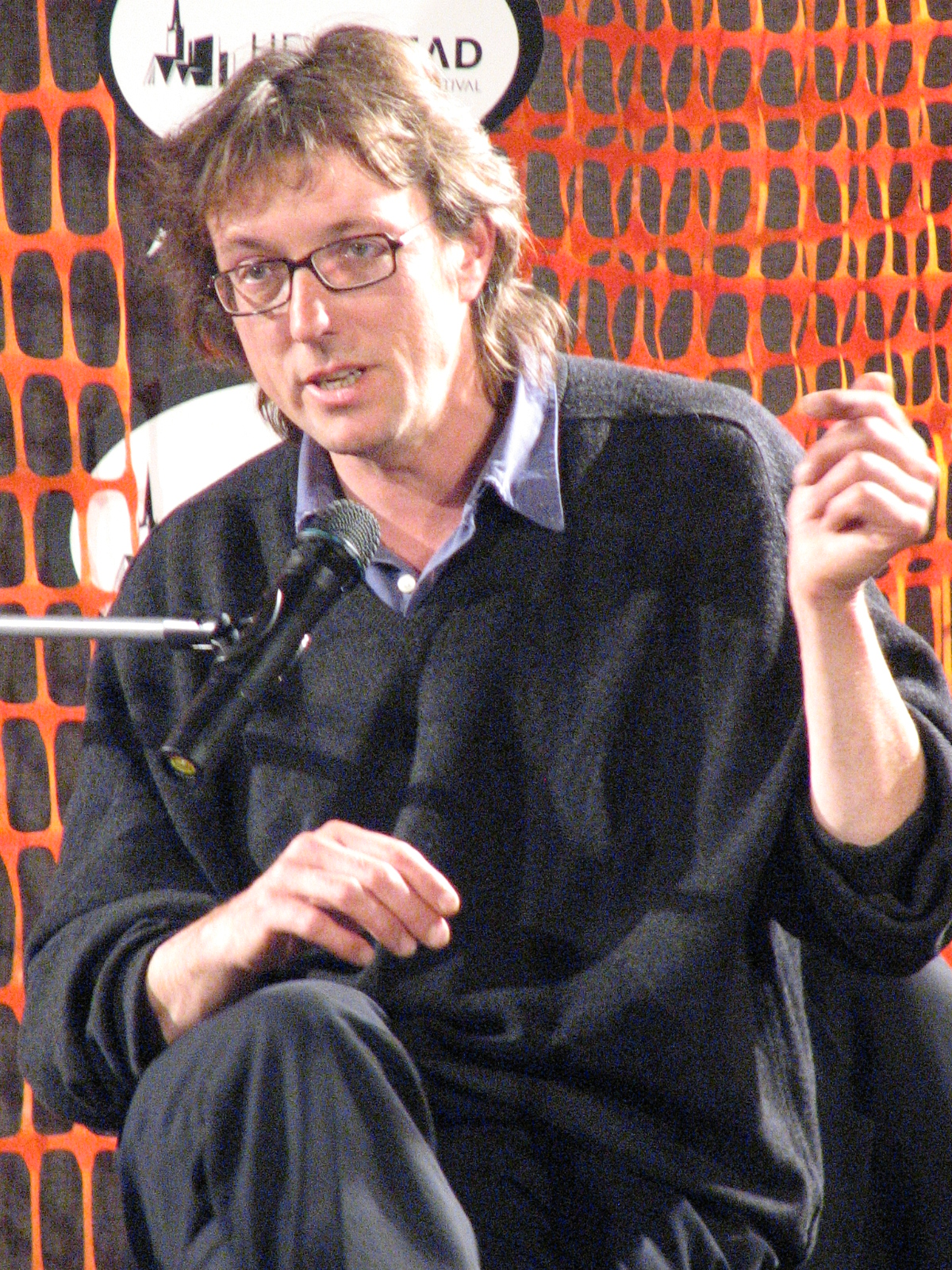
Jason Goodwin (2011)

Jason Goodwin (* 1964) ist ein englischer Historiker und Schriftsteller.

## Leben
Goodwin studierte Geschichtswissenschaft (Byzantinistik) an der University of Cambridge und konnte dieses Studium auch erfolgreich abschließen. Als kurz danach der Eiserne Vorhang fiel, wanderte er zusammen mit einer Kommilitonin von Polen in die Türkei.
Nach England zurückgekehrt, heiratete er seine Mitwanderin und lebt mit den vier gemeinsamen Kindern in Südengland.

## Auszeichnungen
- 1993 John Llewellyn Rhys Prize (Daily Mail) für seinen Reisebericht Von Danzig nach Istanbul
- 2007 Edgar Allan Poe Award (MWA) für seinen Kriminalroman Die Weisheit des Eunuchen

## Werke
Belletristik
- Yashim-Togalu-Zyklus

1. Die Weisheit des Eunuchen. Kriminalroman („The janissary tree“, 2007). Piper, München 2008, ISBN 978-3-492-25170-9.
2. Der Antiquar von Konstantinopel. Historischer Kriminalroman („The snake stone“, 2007). Piper, München 2010, ISBN 978-3-492-25738-1.
3. Die Bellini Verschwörung („Bellini card“, 2009). Piper, München 2011, ISBN 978-3-492-25943-9.
4. An Evil Eye. Farrar, Straus, and Giroux, New York 2011, ISBN 978-0-374-11040-6.

Sachbücher
- Greenback. The almighty dollar and the invention of America. Holt, New York 2003, ISBN 0-8050-6407-9.
- The gunpowder gardens. Travels through India and China in search of tea. Chatto & Windus, London 2003, ISBN 0-1410-0678-1 (Nachdr. d. Ausg. London 1990).
- Lord of the horizons. A history of the Ottoman empire. Chatto & Windus, London 1998, ISBN 0-7011-3669-3.
- Otis. Giving rise to the modern city. Dee Books, Chicago, Ill. 2001, ISBN 1-56663-385-0.
- Von Danzig nach Istanbul. Zu Fuß durch das alte Europa („On foot to the Golden Horn“). Malik Verlag, München 2010, ISBN 978-3-492-40370-2.